# Persistierende Milchzähne
Ein Persistierender Milchzahn ist ein Zahn des Milchgebisses bei Menschen und anderen Säugetieren, der durch fehlende oder verzögerte Resorption der Zahnwurzel des Milchzahns im Verlauf des Zahnwechsels nicht herausfällt. Hierdurch wächst der zweite Zahn meist dicht neben dem persistierenden Milchzahn hervor, was zu einer doppelten Bezahnung an dieser Stelle führt. Daher wird dieser Zustand von Laien auch als Doppelzahn bezeichnet. Auch die Nichtanlage eines nach der artspezifischen Zahnformel vorgesehenen bleibenden Zahns, also sein Fehlen im Kiefer, kann die Ursache einer verzögerten Resorption der Milchzahnwurzel sein. Die Veranlagung für persistierende Milchzähne sowie für ihre unterschiedlichen Ursachen ist erblich.

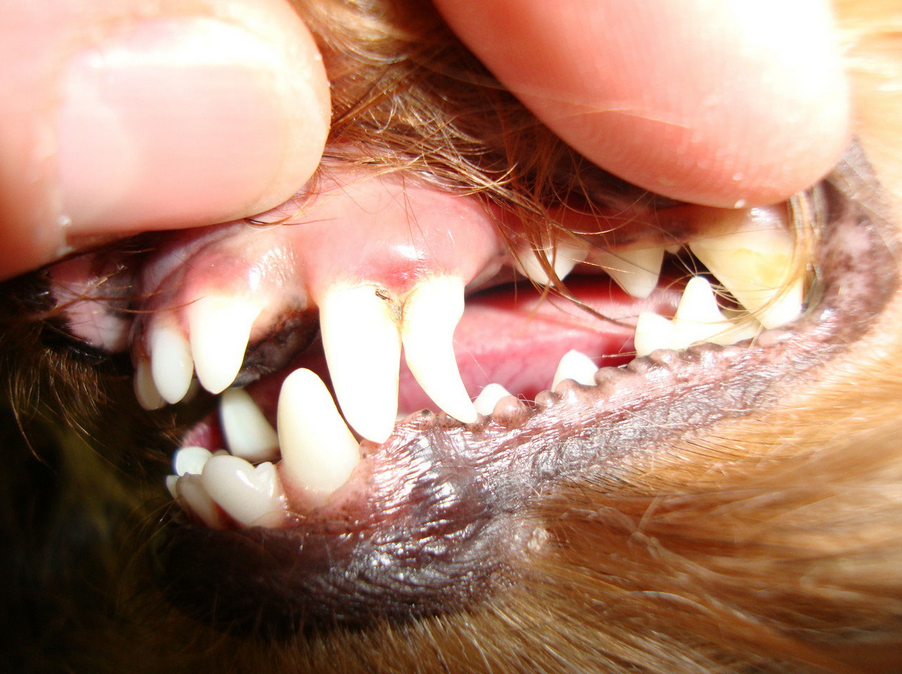
Doppelzahn beim Hund (Yorkshire Terrier): Persistierender Milcheckzahn oben (erkennbar an der Säbelform). Davor der neue Eckzahn. Entzündung des Zahnfleisches. Das Verbleiben des Milcheckzahns bewirkt, dass der neue Eckzahn zu weit vorne steht. Dadurch rastet der untere Eckzahn zu weit vorne ein und zieht den Unterkiefer nach vorn. Folgeerscheinung: Vorbiss der unteren Schneidezähne.

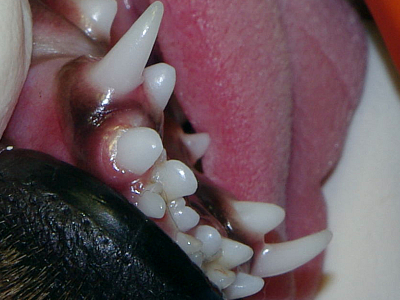
Bei diesem Hund (Prager Rattler) führen nicht ausgefallene Milchzähne und zweite Zähne zu einem Engstand und einer zusätzlichen Zahnreihe.

## Folgeerkrankungen

### Entzündungen
Zwischen dem eng aneinander stehenden Milchzahn und bleibendem Zahn können sich Nahrungsreste ansammeln, die sich zersetzen, was zu bakteriellen Entzündungen des Zahnfleisches führen kann, die sich manchmal bis an die Zahnwurzeln der betroffenen Zähne ausbreiten, den Zahnhalteapparat schädigen und Schmerzen beim Kauen verursachen.

### Gebissfehlstellung
Infolge einer fehlerhaften Verzahnung der oberen und unteren Zahnreihe durch die Raumforderung nicht ausgefallener Milchzähne, die neben dem zweiten Zahn stehen bleiben, können Zahnfehlstellungen und Fehlstellungen des Gebisses entstehen. Wenn dadurch Zähne oder einzelne Zahnhöcker, die beim Zusammenbeißen normalerweise auf Lücke stehen würden, direkt und dadurch mit zu hoher Druckbelastung aufeinander beißen, kommt es zu Beschädigungen des Zahnschmelzes und zu Veränderungen im Zahnhalteapparat. Falsch belastete Zähne können sich verschieben. Ein Fehlbiss führt eventuell auch zu Beschwerden in den Kiefergelenken.

## Prävention
Zur Prävention gegen mögliche Folgeerkrankungen ist der Zahnwechsel bei Kindern und jungen Heimtieren zu beobachten. Persistierende Milchzähne müssen rechtzeitig fachgerecht vom Zahnarzt bzw. Tierarzt entfernt werden. Versuche, persistierende Milchzähne selbst gewaltsam zu ziehen, können dazu führen, dass die Zahnkrone abbricht, wobei die Zahnwurzel im Kiefer stecken bleibt, was die Entfernung erheblich erschwert. Bei Tieren muss die Extraktion persistierender Milchzähne unter Narkose durchgeführt werden. Bei Menschen genügt eine örtliche Betäubung. Wenn die Nichtanlage des bleibenden Zahns die Ursache ist, muss erwogen werden, wie lange der aufgrund dessen persistierende Milchzahn erhalten werden soll.
Ein relativ sicheres Ausschlusskriterium, dass ein Milchzahn kein persistierender Milchzahn ist, ist der „Wackelzahn“ bei Kindern im Grundschulalter, dessen Beweglichkeit anzeigt, dass die Zahnwurzel abgebaut wird, so dass er demnächst auf natürliche Weise herauskommen kann.

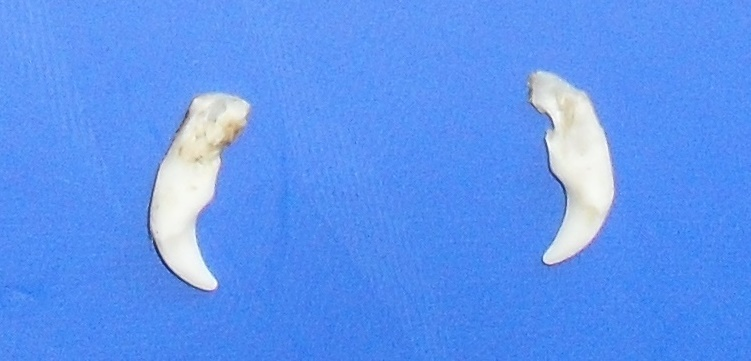
Milcheckzähne eines sechs Monate alten Kleinhundes nach der Extraktion

Bei manchen Hunderassen treten relativ häufig persistierende Milcheckzähne auf. Die Veranlagung dafür ist erblich. Da die Hunde bei der Zuchttauglichkeitsprüfung den Zahnwechsel und eventuelle Behandlungen schon lange hinter sich haben, können solche unerwünschten Erbanlagen übersehen werden.